# عمارت خورشید و ماه چین
عمارت خورشید و ماه بزرگترین بنای خورشیدی جهان در ۲۷ نامبر سال ۲۰۰۹ در منطقه دزهو (ایالت شانگدون در شمال غرب چین) است.
گروه هیمین (Himin) که بزرگترین شرکت طراح و تولیدکننده تکنولوژی‌های خورشیدی در این کشور است، پیشرفته‌ترین دستاوردهای خود را در عمارت خورشید- ماه به منصه ظهور رسانده‌است. آشنا شدن با راهکارها و تکنولوژی‌های به کار رفته در این عمارت بی‌نظیر و الگو قرار دادن ایده‌های زمینه‌ساز آنها، ابتدایی‌ترین کاری است که می‌توان در جهت رشد بهره‌گیری از انرژی تجدیدپذیر خورشید در جامعه کنونی ایران- به ویژه در زمینه ساختمان سازی- انجام داد؛ اما هدف این نوشتار، ارزیابی جایگاه این روش‌ها در فرایند طراحی و ساخت بناهایی با رویکرد «پایدار» است. بنای خورشید- ماه به عنوان یک تجربه عملی موفق در طراحی و ساخت چنین ساختمانهایی در اینجا مطرح شده‌است.

## ویژگی‌های معماری عمارت خورشید ماه
این بنادر ۷٫۵هکتار ساخته شده که شامل یک ساختمان اداری، یک هتل، یک نمایشگاه و یک سالن اجلاس می‌باشد.
که کل آب گرم مجموعه توسط آبگرمکن‌های خورشیدی تأمین می‌شود.
این ساختمان یک مکعب مسطنیل ساخته شده ولی بام این ساختمان پوشش نیم دابرهای دارد که صرفاً جهت کارگزاشتن پنل‌های خورشیدی می‌باشد.

## عملکرد عمارت خورشید ماه در معماری پایدار
- تولید برق
- استفاده ازآبگرمکن خورشیدی
- استفاده از گرمایش خورشیدی

این سیستم گرمای معادل۳۵تا۸۰درجه سانتیگراد گرما تولید کند
استفاده بیش از۲۰۰۰ پانل خورشیدی در روی بام این بنا برای تولید برق مباشد.
که این بنابیش از ۸۸درصد در مصرف انرژی صرفه جویی می‌کند
طبق برآوردی که انجام دادن این میزان شامل ۲٫۵تن زغال سنگ ۶٫۵میلیون کیلو وات ساعت برق
وکاهش بیش از۸٫۵تن آلاینده است